# Michał Blaicher
Michał Joachim Blaicher (ur. 28 czerwca 1898 w Hruszatycach, zm. 11 czerwca 1992 w Milwaukee) – major pilot obserwator Wojska Polskiego, inżynier, konstruktor szybowcowy, pilot doświadczalny.

## Życiorys
Był synem Romana i Marii z Rosenbergów. W 1908 roku ukończył szkołę powszechną im. Adama Mickiewicza w Przemyślu, maturę uzyskał w IV Państwowym Gimnazjum im. Jana Długosza we Lwowie w 1916 r.

### Służba wojskowa w latach 1916–1939
11 maja 1916 roku został wcielony do cesarsko-królewskiej Obrony Krajowej. Służył w 18. pułku strzelców. Ukończył szkołę oficerską i uzyskał stopień podporucznika. W listopadzie 1918 r. wstąpił do odrodzonego Wojska Polskiego. Do lutego 1920 roku służył w 37. łęczyckim pułku piechoty, następnie został skierowany na szkolenie lotnicze w Oficerskiej Szkole Obserwatorów Lotniczych w Toruniu, które ukończył 8 czerwca 1920 r.
21 kwietnia 1920 roku został zatwierdzony w stopniu porucznika przez Naczelnego Wodza, Józef Piłsudski dekretem L. 2113, wydanym na podstawie Ustawy Sejmowej z dnia 2 sierpnia 1919 roku o ustaleniu starszeństwa i nadaniu stopni oficerskich w WP.
Otrzymał przydział do 16. eskadry wywiadowczej, w której służył do lutego 1921 roku jako obserwator. Na początku sierpnia 1920 roku został wysłany do Gdańska w celu odbioru samolotów transportowanych drogą morską z Francji. 14 sierpnia, w załodze z mjr. Jerzym Kossowskim, wyróżnił się podczas ataków szturmowych na oddziały Armii Czerwonej w rejonie Radzymina. 19 sierpnia, w załodze z plut. pil. Kazimierzem Korczakiem, wykonał lot podczas którego rozrzucał ulotki adresowane do ludności polskiej, informujące o sukcesach wojsk polskich, i dla żołnierzy Armii Czerwonej, zachęcające ich do złożenia broni. Dla uwiarygodnienia treści zawartych w ulotkach polska załoga nie atakowała oddziałów nieprzyjaciela.
We wrześniu 1920 roku brał udział w walkach z Armią Czerwoną nad Niemnem oraz w rejonie Grodna. 19 września, w załodze z ppor. pil. Teofilem Dziamą, przeprowadził rozpoznanie Lidy, podczas którego wykonał zdjęcia linii kolejowych i dworca. Blaicher i Dziama zostali wyróżnieni za ten lot w rozkazie wewnętrznym dowództwa 2. Armii. 22 i 25 września, ponownie z Teofilem Dziamą, wykonywał ataki szturmowe z niskiej wysokości na oddziały bolszewickie oraz dokonywał rozpoznania.

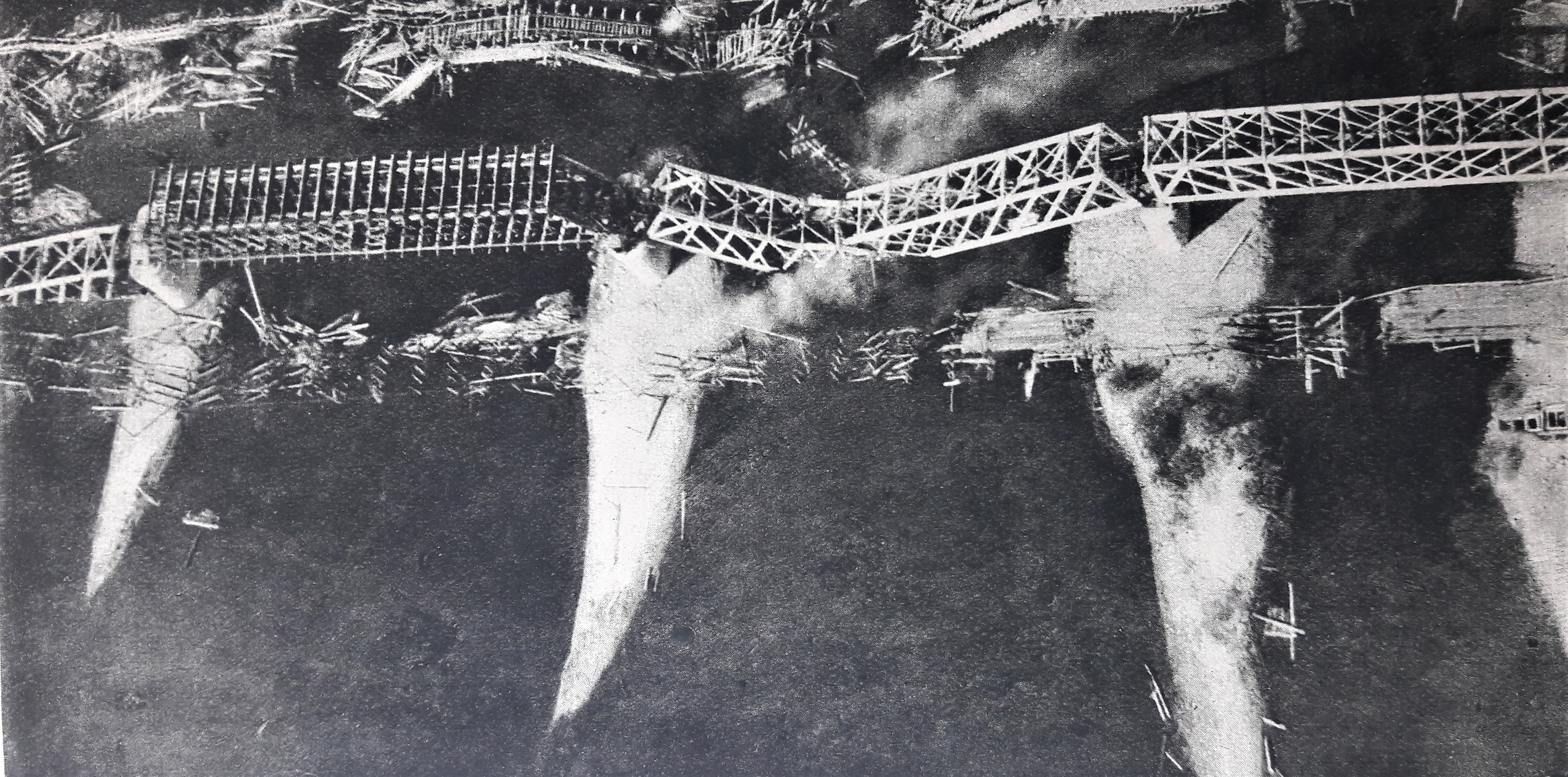
Zniszczone mosty na Niemnie koło Bielicy. Zdjęcie wykonane 30 września przez Michała Blaichera

W październiku 1920 roku wziął udział w „buncie Żeligowskiego” i zajęciu Wilna. 1 października, w załodze Teofilem Dziamą, wykonywał bombardowanie pozycji nieprzyjaciela w Horeliszkach. Podczas tego lotu zostali zaatakowana przez trzy radzieckie myśliwce. Polskiej załodze udało się uszkodzić jeden samolot nieprzyjaciela i zmusić go do lądowania. 4 i 5 października, ponownie z Teofilem Dziamą, przeprowadził rozpoznanie mostów i przepraw na linii kolejowej Lida-Mołodeczno. 5 października, na tej samej linii kolejowej, zbombardowali i ostrzelali z broni maszynowej nieprzyjacielski pociąg pancerny. 5 listopada, w załodze z plut. pil. Ryszardem Bartlem, prowadził rozpoznanie północnych rejonów Wilna.
W czasie wojny polsko-bolszewickiej wykonał łącznie ok. 40 lotów bojowych, za co został dwukrotnie odznaczony Krzyżem Walecznych.
Po zakończeniu działań wojennych przeszedł do rezerwy, pozostawał na stanie 2. pułku lotniczego. W 1924 roku został przemianowany na oficera zawodowego i kontynuował służbę w 2 pl.
W lipcu 1924 r. został skierowany na kurs do Bydgoskiej Szkoły Pilotów, który ukończył 1 grudnia 1924 roku. 24 października 1925 roku został dowódcą plutonu foto w 6. pułku lotniczym. Odbył szkolenie w Lotniczej Szkole Strzelania i Bombardowania, 1 lipca 1928 roku objął funkcję wykładowcy w Oficerskiej Szkole Lotnictwa. Został odkomenderowany na studia na Politechnice Lwowskiej, które ukończył w 1931 roku otrzymując tytułu inżyniera mechanika. Powrócił do służby w 6. pl, gdzie służył w 61. eskadrze liniowej, a następnie w 62. eskadrze liniowej. Dnia 5 marca 1934 roku został mianowany kapitanem ze starszeństwem z 1 stycznia 1934 roku i 1. lokatą w korpusie oficerów aeronautyki (w marcu 1939, w tym samym stopniu i starszeństwie, zajmował 1. lokatę w korpusie oficerów lotnictwa, grupa techniczna). Od 1 listopada 1938 roku pełnił funkcję komendanta parku lotniczego w Szkole Podoficerów Lotnictwa dla Małoletnich. W marcu 1939 pozostawał w dyspozycji komendanta Szkoły Podoficerów Lotnictwa dla Małoletnich, a z dniem 30 kwietnia tego roku został przeniesiony w stan spoczynku. 1 maja 1939 roku objął stanowisko komendanta Parku w 6 pułku lotniczym we Lwowie.

### Szybownictwo

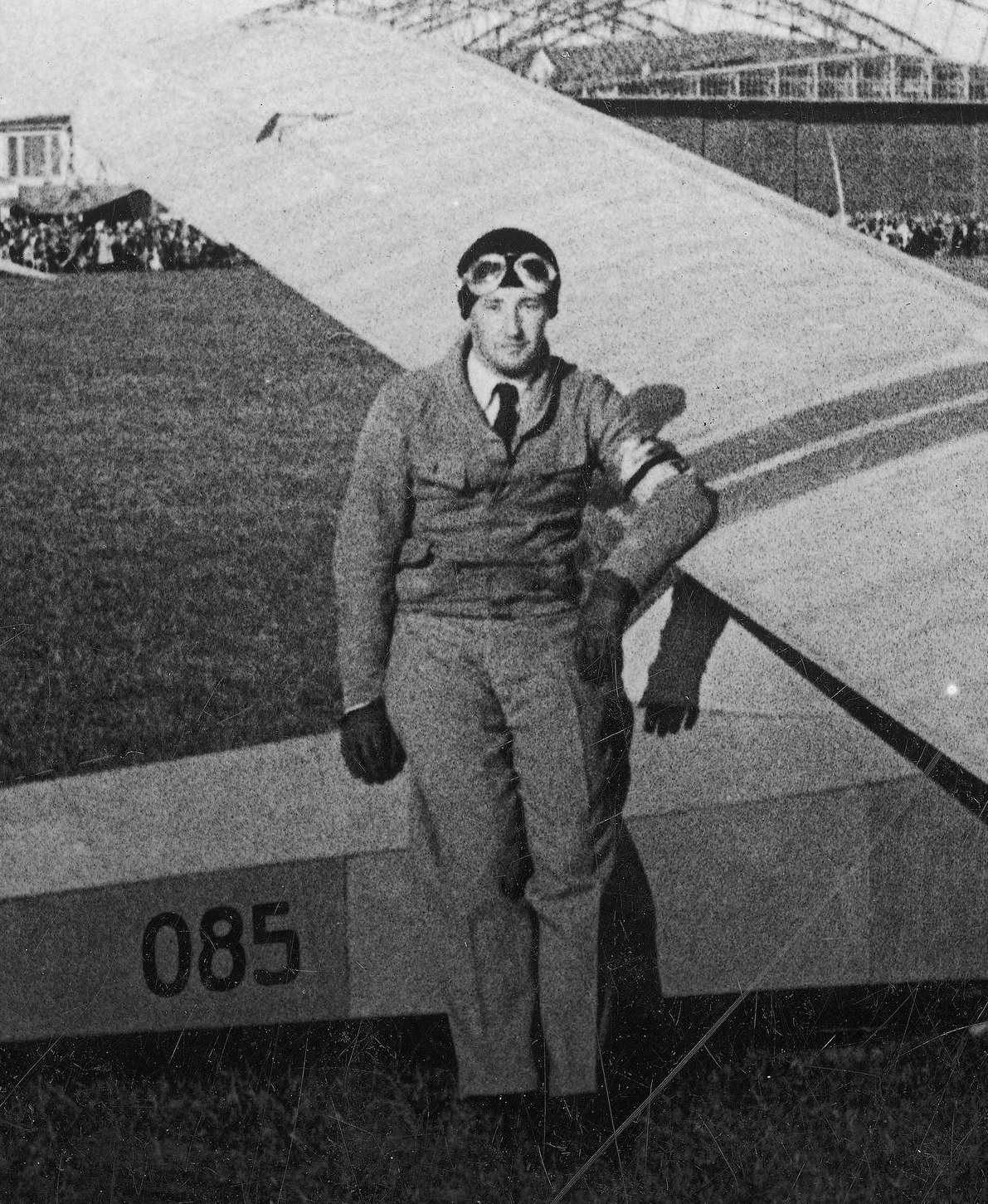
Michał Biaicher podczas pokazów lotniczych we Lwowie

Latał na szybowcach. W 1932 został mianowany komendantem Wojskowego Obozu Szybowcowego (WOS) w Ustjanowej. W 1933 roku był kierownikiem technicznym obsługi II Mityngu Lotniczego we Lwowie, podczas którego wykonał na szybowcu ITS-II pierwsze w Polsce pokazowe loty akrobacje. W dniu 22 lipca 1934 ustanowił rekord Polski w przewyższeniu uzyskując na szybowcu Komar wynik 3035 metrów, a 15 grudnia 1934 roku na lotnisku w Skniłowie oblatał szybowiec CW-7 konstrukcji Wacława Czerwińskiego.
W 1935 był współorganizatorem III Krajowych Zawodów Szybowcowych w Ustjanowej i szefem ekipy wojskowej. Wystartował w tych zawodach na szybowcu CW-5 bis i zdobył nagrodę Dyrekcji Państwowych Zakładów Lotniczych za bardzo dobrą sumę przelotów. W grudniu 1935, jako siódmy pilot szybowcowy w Polsce i 185. na świecie, otrzymał Srebrną Odznakę Szybowcową. Wziął udział w V Krajowych Zawodach Szybowcowych w Inowrocławiu w 1937 roku jako reprezentant Aeroklubu Poznańskiego. W klasyfikacji ogólnej zajął 8 miejsce na 30 startujących zawodników. W VI Krajowych Zawodach Szybowcowych w Masłowie, które odbyły się w okresie od 10 do 23 lipca 1938 roku, startował jako reprezentant szkoły w Bezmiechowej na szybowcu WOS. 20 lipca wykonał najdłuższy przelot (ex aequo z Michałem Offierskim) na odległość 195 km, ale z powodu katastrofy innego szybowca WOS został zawieszony w lotach i nie ukończył zawodów.

### Działalność edukacyjna i popularyzatorska
Od września 1932 do lipca 1935 roku był zatrudniony jako asystent w Katedrze Pomiarów Samolotów Politechniki Lwowskiej, gdzie prowadził wykłady i ćwiczenia dla studentów. W 1934 roku wygłosił na Uniwersytecie Lwowskim serię odczytów pt. „Rozwój lotnictwa”. W roku akademickim 1935/36 uzyskał subwencję LOPP oraz docenturę z mechaniki lotu i budowy płatowców. Publikował w prasie lotniczej artykuły związane z szybownictwem:
- Szybowce jako przedszkole pilotażu silnikowego[40]
- Fronty zimne obserwowane z szybowca[41]
- Termika okolic Ustjanowej[42]
- Ocena wyczynowych wartości szybowców[43].

### Konstruktor szybowcowy

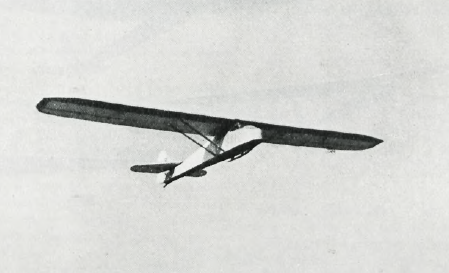
Szybowiec B-1

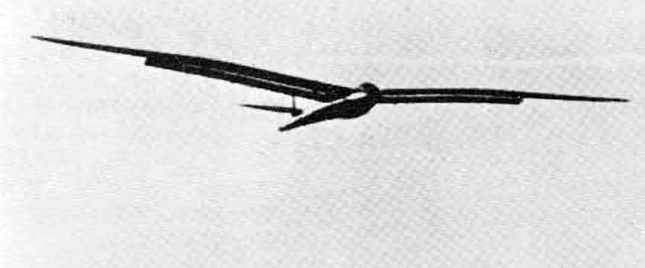
Szybowiec B-38

Jego zainteresowania skupiały się również wokół tematów związanych z konstruowaniem szybowców. W 1934 roku skonstruował szybowiec szkolno-treningowy B-1, który był eksploatowany w Bezmiechowej. W 1935 roku zmodyfikował szybowiec CW-5 bis/35, który został wyprodukowany w kilku egzemplarzach jako CW-5 bis/35/WOS. Kolejny CW-5 bis/35 został przez niego zmodyfikowany w 1936 roku i wyprodukowany w jednym egzemplarzu jako WOS-37. W 1938 roku, wspólnie z inżynierem Wacławem Czerwińskim, opracował dla Wojskowych Warsztatów Szybowcowych projekt szybowca transportowego WWS Tryton. W 1939 roku zaprojektował szybowiec wysokowyczynowy B-38, który zbudowano tylko w jednym egzemplarzu.

### II wojna światowa i emigracja
W momencie wybuchu II wojny światowej pełnił funkcję Komendanta Parku 6. pułku lotniczego. Po klęsce wrześniowej został ewakuowany do Francji, gdzie trafił do obozu lotniczego w Lyonie i pełnił tam funkcję oficera łącznikowego komendanta garnizonu. Został skierowany do ośrodka szkoleniowego lotnictwa dla obserwatorów i strzelców pokładowych w Marrakeszu. Po upadku Francji w lipcu 1940 roku przedostał się do Wielkiej Brytanii, gdzie otrzymał numer służbowy RAF P-0292. Do sierpnia 1940 roku był w ośrodku dla oficerów lotnictwa w Glasgow, gdzie również pełnił funkcję oficera łącznikowego. Następnie otrzymał przydział do szkoły nawigatorów w Yatesbury jako instruktor, ale w grudniu 1940 roku został przeniesiony jako pilot do szkoły strzelców pokładowych w Evanton.
Dnia 16 kwietnia 1941 r. został oddelegowany do Airborne Forces Experimental Estblishment (Instytut Doświadczalny Wojsk Powietrznodesantowych) w MoD Boscombe Down w Amesbury, gdzie zajmował się oblatywaniem wojskowych szybowców transportowych. Dokonywał analizy wyników lotów oraz opracowywaniem raportów na temat holowania szybowców i szkolenia pilotów szybowcowych. W tym okresie otrzymał awans na stopień majora. Od końca 1942 roku do połowy 1943 r. sprawował funkcję Wyższego Oficera Polskiego w Sekcji Polskiej w 13 Jednostce Naprawczej RAF (13. Maintenance Unit). W lipcu 1943 roku służył w Polskim Dziale Organizacji, Techniki i Zaopatrzenia (Sekcja Napraw i Obsługi), gdzie zajmował się badaniem wypadków lotniczych. W listopadzie 1943 r. odszedł z AFEE do Inspektoratu PSP i został odkomenderowany do Polskiego Działu Rozwoju Technicznego w brytyjskim Ministerstwie Lotnictwa (Sekcja Badań Wypadków). W grudniu 1944 roku został skierowany do USA w celu zapoznania się z amerykańskim sprzętem desantowym i metodami jego użytkowania. Od 18 marca 1946 roku powrócił do służby w 13. MU. Służbę zakończył w polskim stopniu majora i angielskim squadron leadera.
Po zakończeniu działań wojennych nie powrócił do Polski, pozostał na emigracji. W styczniu 1949 roku otrzymał obywatelstwo brytyjskie i w marcu 1950 r. wstąpił do RAF. W związku z wyjazdem do Kanady odszedł z RAF w styczniu 1951 roku. W marcu 1952 roku wstąpił do Royal Canadian Air Force. Zmarł 11 czerwca 1992 roku w Milwaukee w USA.

## Awanse
- 1916 – podporucznik
- 1920 – porucznik
- 1934 – kapitan
- 1941/1942 – major

## Ordery i odznaczenia
- Krzyż Walecznych (dwukrotnie)[13]
- Medal Lotniczy (czterokrotnie)[51]
- Srebrny Krzyż Zasługi[51]
- Medal Pamiątkowy za Wojnę 1918–1921[1]
- Medal Dziesięciolecia Odzyskanej Niepodległości[1]
- Polowa Odznaka Obserwatora nr 45 (11 listopada 1928)[56]
- Odznaka Pilota nr 698[1]
- Srebrna Odznaka Szybowcowa (nr 7 w Polsce, 185 na świecie)[2]